# Stratosferski balon
Stratosferski balon ali stratostat je balon, ki je namenjen za plovbo znotraj stratosfere.
Stratosferski baloni so praviloma napolnjeni s helijem ali vodikom ter letijo na višini med 18 in 37 kilometri nad morjem. Trenuten višinski rekord je 53 kilometrov nad morjem, ki ga je postavil stratosferski balon z imenom BU60-1 leta 2002.
Stratosferski baloni ponavadi nimajo posadke. Kljub temu včasih pride do uporabe stratosferskih balonov s posadko, večinoma z namenom opravljanja raziskovanj ali postavljanja višinskih rekordov.
Sodobni stratosferski baloni so opremljeni z napravami kot so radijski oddajniki, kamere ali sprejemniki sistema GPS. Večina jih je meteoroloških, pogosto pa so uporabljani tudi kot platforme za raziskave v višjih plasteh Zemljinega ozračja, raziskave podnebja ali snemanje posnetkov bližnjega vesolja.
Danes se nekateri ljudje ukvarjajo z izdelavo in uporabo stratosferskih balonov kot konjičkom. Predlagana je bila tudi njihova uporaba v telekomunikacijah in vesoljskem turizmu.

## Zgodovina
Balone, napolnjene z vodikom, je prvi izdelal francoski fizik Jacques Charles, ki sta mu kot inženirja pomagala brata Marie-Noël in Anne-Jean Robert. Leta 1783 sta bila dvignjena dva balona, napolnjena z vodikom, najprej brez posadke, nato pa tudi s posadko. Charles je kot pilot drugega balona dosegel višino približno 3000 metrov nad morjem.
Stratosferski baloni brez posadke so bili prvič uporabljeni leta 1893 z namenom opravljanja znanstvenih raziskav. Stratosferske balone s posadko sta zasnovala brata Auguste in Jean Piccard iz Švice leta 1905. Kljub temu so prvič poleteli šele v začetku 30. let 20. stoletja, saj pred tem ni bilo omogočene ustvaritve kabine pod pritiskom, ki je bila nujno potrebna za oskrbo s kisikom in preživetje človeka na teh nadmorskih višinah.
Prvi polet stratosferskega balona s posadko je bil opravljen 27. maja 1931, ko sta Auguste Piccard in njegov strokovni pomočnik Paul Kipfer dosegla višino 15.781 metrov nad morjem, rekord desetletja pa sta postavila kapitana A. Stevens in Orville Anderson iz letalskega korpusa Kopenske vojske Združenih držav Amerike, ko sta 11. novembra 1935 dosegla višino 22.065 metrov nad morjem.
V drugi polovici 50. let 20. stoletja je pri Vojnem letalstvu Združenih držav Amerike potekal projekt Man High, v sklopu katerega so piloti Joseph Kittinger, David Simmons in Clifton McClure vsak zase poleteli v stratosferskih balonih in dosegli višino približno 30 kilometrov nad morjem.
Stratosferski baloni s posadko so bili uporabljeni, ko je bil trikrat dosežen rekord za skok z najvišje višine, ki ga je prvi postavil Joseph Kittinger leta 1960 z 31.333 metri. Izboljšala sta ga Felix Baumgartner leta 2012 z 38.969 metri in Alan Eustace leta 2014 z 41.419 metri.
Stratosferski baloni brez posadke so tudi z več kot 2250 kilogrami tovora, večinoma opreme za opravljanje znanstvenih raziskav, dosezali višino približno 42 kilometrov nad morjem. Leta 1972 je ameriški stratosferski balon brez posadke prvič presegel tudi višino 50 kilometrov nad morjem.